# 加藤多喜雄
加藤 多喜雄（かとう たきお、1903年2月12日 - 1991年4月19日）は、日本の化学者。東北大学名誉教授。理学博士（東北大学、1935年）。弟に地球物理学者の加藤愛雄、生物学者の加藤陸奥雄、地質学者の加藤磐雄、孫に数学者の加藤文元がいる。

## 経歴・人物
1903年、千葉県夷隅郡大多喜町に生まれる。出生地に因んで多喜雄と命名される。科学者として名高い加藤四兄弟の長男である。旧制仙台一中、旧制二高を経て、1926年に東北帝国大学理学部化学科を卒業。1935年に学位論文「アルカリ金属の研究」で東北帝国大学より理学博士の学位を取得。同大学助手を経て、1929年に東京工業大学助教授、1944年に東北大学工学部教授となり、1945年より東北大学非水溶液化学研究所教授を兼務。1962年から1965年まで工学部長も務めた。1966年定年退官、名誉教授の称号を受ける。1977年仙台市名誉市民。大学業務の傍ら仙台市公害対策審議会長などを務め、市の健康都市づくりの推進に尽力し、また宮城県自然環境保全審議会長として県内の自然環境の調査保全に関わった。仙台市野草園、仙台市科学館の前身であるサイエンスルームの立ち上げに尽力し、初代科学館長を務めた。

## 著書
- 『無機工業分析』　日刊工業新聞社　1964年
- 『水質分析と試薬：工業用水の試験方法JIS K 0101 (1957)の横観』　ケミカルタイムス社　1957年
- 『私たちの化学：少年少女と母のために』　東南書房　1948年

など